# Župnija Bela Cerkev
Župnija Bela Cerkev je rimskokatoliška teritorialna župnija Dekanije Novo mesto Škofije Novo mesto.
Župnija sodi v t.i prafaro saj je omenjena kot župnija že leta 1074 v pismu Oglejskega patriarha Seigharda Fraisnškemu škofu Elenhardu. Nekdaj je obsegala veliko ozemlje od Rake do Trške gore pri Novem mestu. Znotraj pražupnije Bela Cerkev so delovali vikariati: na Raki, Škocjanu, Šmarjeti in Št. Petru. Tekom stoletij so se ločili od matične župnije in postali samostojne župnije. 
Do 7. aprila 2006, ko je bila ustanovljena Škofija Novo mesto, je bila župnija del Nadškofije Ljubljana.
V župniji so postavljene Farne spominske plošče, na katerih so imena vaščanov iz okoliških vasi (Bela Cerkev, Dolenje Kronovo, Draga, Družinska vas, Gradenje, Hrib, Stranje, Tomažja vas, Vinji Vrh), ki so padli na protikomunistični strani v letih 1942–1945. Skupno je na ploščah 53 imen.

## Sakralni objekti
| #  | Slika | Cerkev                     | Naselje         |
| -- | ----- | -------------------------- | --------------- |
| 1. |       | Cerkev sv. Andreja         | Bela Cerkev     |
| 2. |       | Cerkev sv. Helene          | Draga           |
| 3. |       | Cerkev sv. Janeza Krstnika | Vinji Vrh       |
| 4. |       | Cerkev sv. Nikolaja        | Dolenje Kronovo |
| 5. |       | Cerkev sv. Štefana         | Tomažja vas     |